# Logis du Plessis-Roland
Le logis du Plessis-Roland est un monument historique situé à Précigné, aux confins de la région historique de l'Anjou et du Maine (actuel département de la Sarthe), en France.

## Description
Le logis, le bâti à caractère défensif, la motte, le réseau de douves avec les ponts, le sous-sol archéologique des parcelles circonscrites par le réseau de douves, ainsi que les façades et toitures des bâtiments de communs font l'objet d'une inscription au titre des monuments historiques depuis le 29 juillet 2008.